# Confederação Esportiva Internacional do Trabalho

Logo

A Confederação Esportiva Internacional do Trabalho ou Confederação Desportiva Internacional do Trabalho é uma organização internacional que congregas as intidades internacionais de regulação de modalidades de esportes. É filiada a Associação Geral das Federações Esportivas Internacionais.
A confederação congrega 35 organizações de 29 países: Abu Dabi, Argélia, Alemanha, Angola, Áustria, Bélgica, Brasil, Bulgária, Chipre, Dinamarca, Egito, Estônia, Espanha, Finlândia, França, Irlanda, Israel, Itália, Letónia, Lituânia, Marrocos, México, Palestina, Países Baixos, Portugal, Rússia, Senegal, Suíça e Tunísia.
Foi criada em 1913 mas devido a Segunda Guerra Mundial a entidade ficou latente regressando em 1946.
Em Angola, Brasil e Portugal as entidades filiadas a CEIT são respectivamente, União Nacional dos Trabalhadores Angolanos, Serviço Social da Indústria e Instituto Nacional para Aproveitamento dos Tempos Livres dos Trabalhadores.